# Abu al-Faszafisz
Abu al-Faszafisz (arab. أبو الفشافيش) – wieś w Syrii, w muhafazie Hama. W 2004 roku liczyła 480 mieszkańców.